# エッドゥルーズ山地

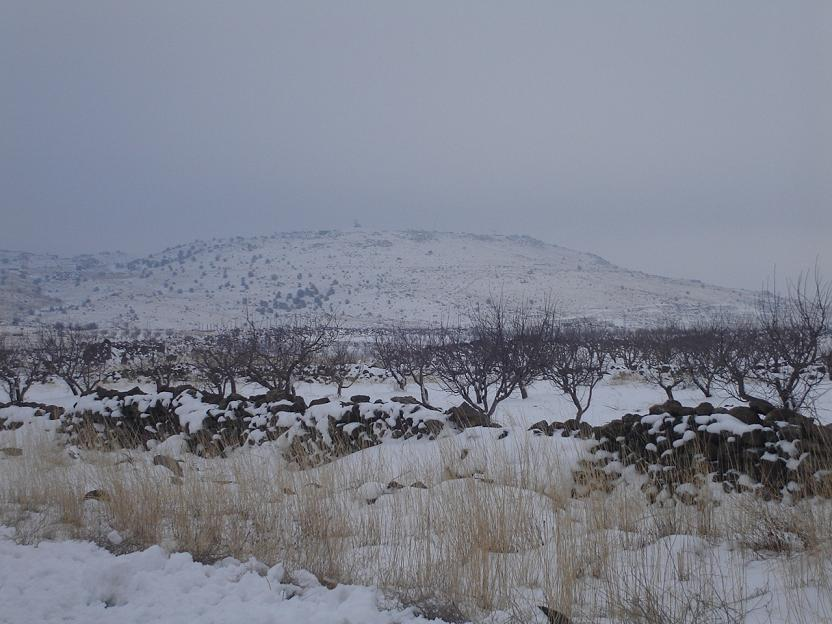
最高地点であるテル・ケニ(1803m)

エッドゥルーズ山地（Jebel ed Drūz）は、シリア南西部のスワイダー県にある山地である。ギーン山（Tall Ghīn：1,801m）、アビッドマー山（Tell &#145;Ābid Mār：1,440m）がある。
肥沃な土地である事から、オスマン帝国時代に数多くのドゥルーズ派教徒がレバノンから移住し、シリアにおけるドゥルーズ派の一大拠点となった。
座標: 北緯32度40分 東経36度44分 / 北緯32.667度 東経36.733度